# Mirosławiec (gmina)
Mirosławiec – gmina miejsko-wiejska w Polsce położona we wschodniej części województwa zachodniopomorskiego, w powiecie wałeckim. Siedzibą gminy jest miasto Mirosławiec.
Według danych z 31 grudnia 2018 r. gmina miała 5474 mieszkańców.
Miejsce w województwie (na 114 gmin):

powierzchnia 53., ludność 63.

## Położenie
Gmina Mirosławiec znajduje się we wschodniej części województwa zachodniopomorskiego, w północno-zachodniej części powiatu wałeckiego.
Sąsiednie gminy:
- Tuczno i Wałcz (powiat wałecki)
- Kalisz Pomorski i Wierzchowo (powiat drawski)

Do 31 grudnia 1998 r. wchodziła w skład województwa pilskiego.
Gmina stanowi 14,4% powierzchni powiatu.
W 2001 r. do gminy Mirosławiec przyłączono obszar o łącznej powierzchni 740,11 ha z gminy Wierzchowo.

## Demografia
Według danych z 31 grudnia 2018 r. gmina miała 5474 mieszkańców, co stanowiło 10,2% ludności powiatu. Gęstość zaludnienia wynosi 27,2 osoby na km².

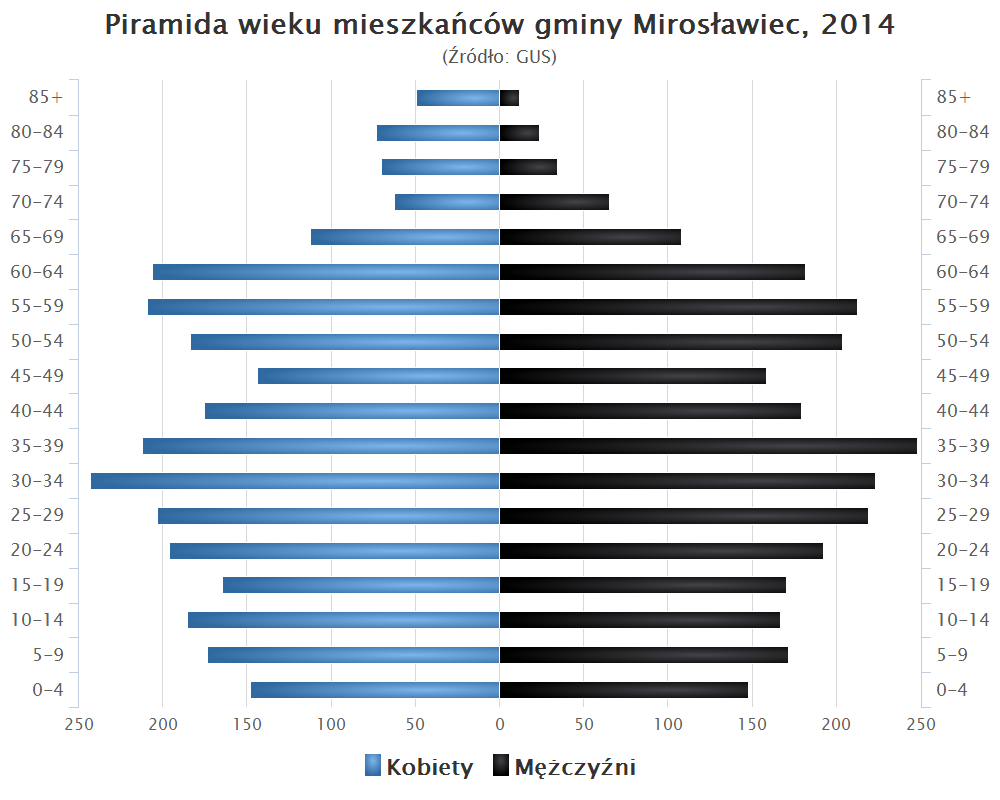
Piramida wieku mieszkańców gminy Mirosławiec w 2014 roku

Dane z 31 grudnia 2016 r.:
| Opis           | Ogółem | Ogółem | Kobiety | Kobiety | Mężczyźni | Mężczyźni |
| -------------- | ------ | ------ | ------- | ------- | --------- | --------- |
| Jednostka      | osób   | %      | osób    | %       | osób      | %         |
| Populacja      | 5524   | 100    | 2793    | 50,56   | 2731      | 49,44     |
| Miasto         | 3076   | 55,68  | 1519    | 27,50   | 1557      | 28,19     |
| Obszar wiejski | 2448   | 44,32  | 1274    | 23,06   | 1174      | 21,25     |

## Przyroda i turystyka
Gmina leży na Pojezierzu Wałeckim, a na jej obszarze znajdują się 22 jeziora. W gminie znajduje się północna część jeziora Bytyń Wielki, na terenie którego znajduje się rezerwat Wielki Bytyń, a w okolicach miasta rezerwat Rosiczki Mirosławskie. Wokół jeziora oraz z Mirosławca do Złocieńca prowadzą czarne szlaki turystyczne. Tereny leśne zajmują 58% powierzchni gminy, a użytki rolne 32%.
Na terenie gminy bytują 3 stada żubrów, liczące razem około 100 osobników.

## Komunikacja
Przez gminę Mirosławiec prowadzi droga krajowa nr 10 łącząca miasto z Kaliszem Pomorskim (16 km) i Wałczem (26 km) oraz drogi wojewódzkie nr 177 do Tuczna (21 km) i Czaplinka (28 km).
Mirosławiec uzyskał połączenie kolejowe w 1900 r. po wybudowaniu odcinka z Kalisza Pomorskiego przez Wierzchowo Pomorskie do Złocieńca. W 1996 r. linia została zamknięta.
W gminie czynne są 2 urzędy pocztowe: Mirosławiec (nr 78-650 i 78-651).
Gmina wdrożyła w 2011 r. Informator SMS firmy SMSCentral do komunikacji SMS z Mieszkańcami odnośnie do zagrożeń, sytuacji kryzysowych i aktualności w regionie.

## Zabytki
Zabytkowa stara część miasta została zniszczona podczas II wojny światowej. Zachował się cmentarz żydowski.

## Administracja i samorząd
W 2016 r. wykonane wydatki budżetu gminy wynosiły 25,2 mln zł, a dochody budżetu 25,5 mln zł. Zobowiązania samorządu (dług publiczny) według stanu na koniec 2016 r. wynosiły 1,7 mln zł, co stanowiło 6,6% poziomu dochodów.
Gmina Mirosławiec jest obszarem właściwości Sądu Rejonowego w Wałczu. Sprawy z zakresu ubezpieczeń społecznych i sprawy gospodarcze są rozpatrywane Sąd Rejonowy w Koszalinie, a z zakresu prawa pracy przez Sąd Rejonowy w Szczecinku. Gmina jest obszarem właściwości Sądu Okręgowego w Koszalinie. Gmina (właśc. powiat wałecki) jest obszarem właściwości miejscowej Samorządowego Kolegium Odwoławczego w Koszalinie.
Mieszkańcy gminy Mirosławiec razem z mieszkańcami gmin: Człopa i Tuczno wybierają 5 z 17 radnych do Rady Powiatu w Wałczu, a radnych do Sejmiku Województwa Zachodniopomorskiego w okręgu nr 3. Posłów na Sejm wybierają z okręgu wyborczego nr 40, senatora z okręgu nr 99, a posłów do Parlamentu Europejskiego z okręgu nr 13.
Gmina Mirosławiec utworzyła 12 jednostek pomocniczych, będących sołectwami: Bronikowo, Hanki, Jabłonkowo, Jabłonowo, Jadwiżyn, Łowicz Wałecki, Mirosławiec Górny, Orle, Piecnik, Próchnowo, Toporzyk i Kalinówka.

## Miejscowości
Miasto (od 1303 r.)Mirosławiec
Wsie:Bronikowo, Hanki, Jabłonowo, Jadwiżyn, Kalinówka, Łowicz Wałecki, Orle, Piecnik, Sadowo, Setnica, Toporzyk
Osady:Drzewoszewo, Gniewosz, Jabłonkowo, Mirosławiec Górny, Nieradz, Pilów, Próchnowo
Kolonie:Chojnica, Hanki-Kolonia, Polne